# Hypocoelotes
Hypocoelotes is een monotypisch geslacht van spinnen uit de  familie van de Amaurobiidae (nachtkaardespinnen).

## Soort
- Hypocoelotes tumidivulva Nishikawa, 1980